# Absprung in die Todeszone
Absprung in die Todeszone (russischer Originaltitel В зоне особого внимания – In der Sonderzone, deutscher Alternativtitel Absprung Planquadrat 4) ist ein sowjetischer Actionfilm von 1977, der in den Luftlandetruppen der Sowjetarmee spielt. Er kam auch in Ungarn (Felderitök akcióban), Polen (W strefie specjalnej), der DDR und dem NATO-Mitglied Portugal (Treino de Comandos) zur Aufführung. Obwohl der Film bereits 1979 von der DEFA synchronisiert worden war, wurde er in den Kinos der DDR erst ab dem 5. November 1982 eingesetzt.

## Handlung
In einem nicht näher beschriebenen Gebiet der UdSSR wird ein großangelegtes Militärmanöver durchgeführt, bei dem zwei Parteien, „Nord“ und „Süd“, beteiligt sind. „Süd“ setzt drei Fallschirmjägertrupps ab, die zum einen das gegnerische Hauptquartier einnehmen und zum anderen eine Landezone für einen Generalangriff aus der Luft vorbereiten sollen. Zwei der Trupps werden von der „Nord“-Seite zügig gefasst, während der Trupp unter Garde-Leutnant Tarassow weiter operieren kann.
Während Tarassows Trupp durch eine Einheit von Major Moroschkin verfolgt wird, stoßen die Fallschirmjäger auf eine Gruppe von Verbrechern, die aus der Haft entflohen sind und bereits einige lokale Einwohner umgebracht haben. Garde-Fähnrich Wolontir gelingt es, die Banditen im Nahkampf zu überwältigen und die lokale Polizei zu benachrichtigen, wodurch allerdings seine (Manöver-)Tarnung auffliegt.
Währenddessen versucht der junge und unerfahrene Garde-Lieutenant Tarassow vergeblich das gegnerische Hauptquartier ausfindig zu machen. Doch dank der Hilfe des erfahrenen Wolontir, der zufällig auf ein Fernmeldekabel stößt, das direkt zum Hauptquartier führt, kann die Gruppe Tarassow ihre Aufgabe lösen und die Zentrale von „Nord“ ausheben.

## Fortsetzung
1981 erschien als Fortsetzung Der Gegenzug (Otwetny Chod/Ответный ход, Regie Michail Tumanischwili) wiederum mit Galkin und Wolontir in den Hauptrollen. Diesmal ist die Handlung bei der Marineinfanterie und der sowjetischen Marine angesiedelt.

## Überlieferung
Der Film ist in Deutschland auf DVD im russischen Original mit deutschen Untertiteln erhältlich. Die deutschen Rechte liegen vermutlich beim Progress Filmverleih, Berlin.